# الاختلافات (مجلة)
 الاختلافات هي مجلة أكاديمية مُخصصة لمراجعة الأقران. تم إنشاؤها في عام 1989م من قِبل نعومي شور وإليزابيث ويد، وهي تغطي الأبحاث في الدراسات الثقافية. يقع مقرها في مركز بيمبروك للتعليم والبحث عن النساء (جامعة براون).